# Phycodurus eques
Phycodurus eques Gill, 1896, conosciuto comunemente come dragone foglia, è un pesce d'acqua salata appartenente alla famiglia Syngnathidae; è l'unica specie del genere Phycodurus.

## Descrizione

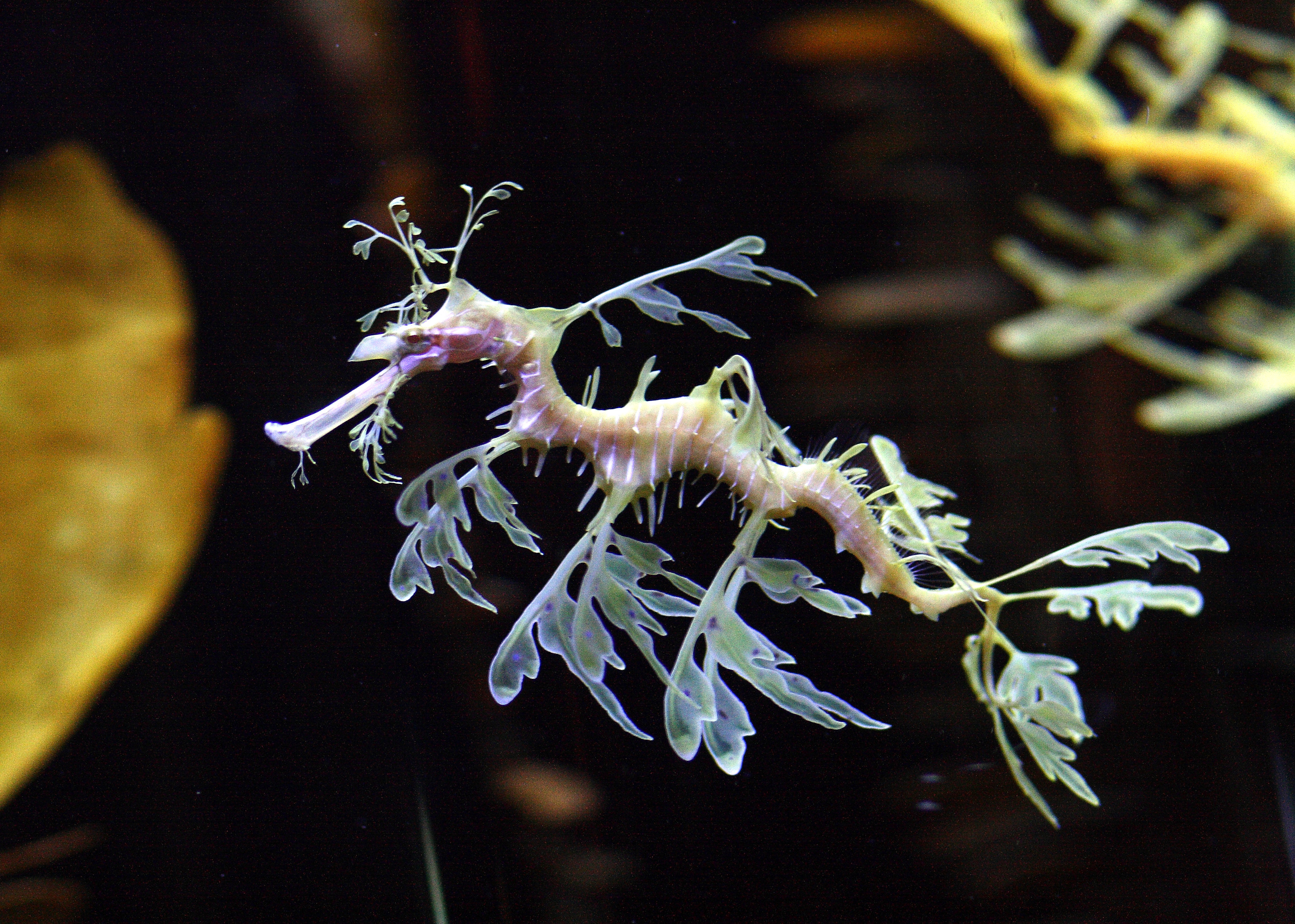

Il loro nome è motivato dal loro aspetto, con lunghe protrusioni a forma di foglia che escono da tutto il corpo. Queste escrescenze non sono usate per il movimento, ma servono solamente come camuffamento.
Il dragone foglia si sposta grazie a una pinna pettorale sulla cresta del collo e una pinna dorsale prossima all'estremità della coda. Queste piccole pinne sono quasi completamente trasparenti e difficili da vedere, dato che ondeggiano impercettibilmente per spostare l'animale silenziosamente attraverso l'acqua completando l'illusione di un'alga fluttuante.
Raggiunge una lunghezza massima di 35 cm.

## Biologia
È tendenzialmente solitario e si riunisce in gruppi di massimo 10 individui solo durante il periodo dell'accoppiamento.

### Riproduzione
Le femmine depositano le uova sulla coda del maschio dove si sviluppano fino alla maturità.

### Alimentazione
Si nutrono di plancton, alghe e altri piccoli animali e non sono predati da nessun'altra specie tranne che gli esseri umani.

## Distribuzione e habitat
Queste creature sono native delle acque attorno all'Australia meridionale ed occidentale e alla Tasmania. Generalmente rimangono in acque temperate.

## Conservazione
La Lista rossa IUCN classifica Phycodurus eques come specie prossima alla minaccia  (Near Threatened).

## Simbologia
Dall'8 febbraio 2001, il dragone foglia è l'emblema acquatico dello Stato dell'Australia Meridionale.